# یانا راباسووا
یانا راباسووا (چکی: Jana Rabasová؛ ۲۲ ژوئیهٔ ۱۹۳۳ – ۲۰۰۸) ژیمناست هنری اهل جمهوری چک بود.